# Moviment de Descolonització i d'Emancipació Social
El Moviment de Descolonització i d'Emancipació Social (MDES) és un partit polític de la Guaiana Francesa fundat el 1991 per Maurice Pindard i Jean-Victor Castor. L'1 d'octubre de 1997 publicà un manifest en el que reclamen la descolonització de la Guaiana. El 2025 va ser un dels membres fundadors del Front Internacional de descolonització, que uneix dotze moviments independentitstes, a l'ocasió d'un congrés de les «darreres colònies franceses».
Actua per a reinscriure la Guiana Francesa a la llista dels païson per descolonitzar de l'ONU. El 1946 n'havia estat esborrat quan va ser transformat en departament francès. Reclama la independència de la Guaiana Francesa, que considera com una colònia de França i no pas un departament o regió, encara que no veuria amb mals ulls un estatut similar al de Nova Caledònia. A les eleccions regionals de 1998 va obtenir el 8,6% dels vots i tres escons al Consell Regional. Nogensmenys, a les eleccions regionals de 2004 va obtenir el 6,55% dels vots i no va obtenir representació. El 2012 les eleccions parlamentàries, els MDES van obtenir 17,30% dels vots 

## Resultats electorals

### Eleccions legislatives
| Any  | 1a volta              | 1a volta              | 2a volta              | 2a volta              | Escons                |
| Any  | %                     | Pos.                  | %                     | Pos.                  | Escons                |
| ---- | --------------------- | --------------------- | --------------------- | --------------------- | --------------------- |
| 2007 | 11,81                 | 4t                    |                       |                       | 0 / 2                 |
| 2012 | 11,03                 | 4t                    | 0 / 2                 |                       |                       |
| 2017 | No presenten candidat | No presenten candidat | No presenten candidat | No presenten candidat | No presenten candidat |
| 2022 | 9,70                  | 4t                    | 28,89                 | 1r                    | 1 / 2                 |
| 2024 | 37,55                 | 1r                    | 52,55                 | 1r                    | 1 / 2                 |

### Eleccions regionals - territorials
Alain Tien-Liong, conseller general del MDES per al Cantó de Caiena-Sud-Oest, va ser president del Consell General de la Guaiana Francesa entre des del 28 març de 2011.
| Any  | Vots        | %           | Escons | Pos. |
| ---- | ----------- | ----------- | ------ | ---- |
| 1998 | 1 669       | 8,6         | 3 / 31 | 4t   |
| 2004 | 1 687       | 6,55        | 0 / 31 | 5è   |
| 2010 | En coalició | En coalició | 0 / 51 |      |
| 2015 | 2 063       | 5,71        | 0 / 51 | =    |
| 2021 | En coalició | En coalició | 1 / 51 | 1    |